# Baco noir
Il Baco noir è un vitigno a bacca nera ibrido franco-americana. È un incrocio tra la varietà francese Folle blanche e una non meglio identificata varietà di Vitis riparia di origine americana creato da François Baco nel 1902.
In Italia non è commercializzabile in quanto la presenza di pectina nei tannini delle bucce può dare origine a metanolo.